# Den runde stol
Den runde stol (The Chair, PP501, PP503, JH503) er en karmstol designet af Hans J. Wegner i 1949 og regnes for hans måske mest kendte møbel.
Wegner designede stolen på ganske kort tid i sidste øjeblik til Snedkerlaugets udstilling i 1949 for Johannes Hansens værksted. Til udstillingen havde han tre forskelligt designede stole med.
Designets stil for Den runde stol er organisk modernisme.
Stolen er oprindeligt lavet af egetræ, og benene er tykke på midten og tyndere i enderne.
Y-stolen er inspireret af Den runde stol.
Om stolen forklarede Wegner:
| „ | Hvad gør du, når du vil lave noget, der er typisk dansk? Først var det egetræet, egetræ er typisk dansk. Så konstruktionen: fire lige ben, som er sat sammen med fire sarge, og som holdes sammen foroven af en krans. | “ |

Efter Snedkerlaugets udstilling gav det amerikanske tidsskrift Interiors Magazine stolen en overvældende omtale. De kaldte den The Chair, Stolen, og det betød en forholdsvis stor efterspørgsel fra USA.
Nu ser man stolen i flere udgaver i eg, ask, kirsebær og mahogni.
PP501-modellen er med flettet sæde, mens PP503 har polstret sæde og blev introduceret i 1950.
PP Møbler i Allerød fabrikerer stolen.
Deres udgave af stolen er ikke billig. Således kan man finde priser på stolen på over 30.000 kroner.
Stolen er forbundet med magt og politik.
Den er at finde i Statsministeriet, og den ses i programmet DR2 Deadline i det der kaldes med en vis grad af humor for "Wegner-hjørnet".